# Timas Hans
Timas Hans Hansson, född 25 januari 1846 i Dalbyn i Ore socken i Dalarna, död 11 maj 1916, var en svensk fiolspelman som erhöll första pris i fiolspelsklassen vid de av Anders Zorn utlysta låttävlingarna i Gesunda hösten 1906.

## Biografi
Timas Hans växte upp i Dalbyn i Ore socken. Fadern hette också Timas Hans (1807–1879) kallad ”Lappen”, var lantbrukare och spelade fiol, men det musikaliska påbrået kom från modern, som i sin tur hade musikaliskt påbrå från sin far. Hans den yngre, kallad ”Didrik”, hade en yngre bror, Anders kallad ”Diamant” (1849–1927) som också spelade fiol.
Timas Hans lärde sig till skomakare av Berg Gustaf Gustafsson (f. 1802), också han spelman. Annars var soldaten Hans Dalfors (1818–1900) Timas Hans’ läromästare i fiolspel. Dalfors var traktens storspelman, och spelade på många bröllop, då han också brukade göra en polska till bruden.
Femton år gammal gick Timas Hans till Dalfors med en egenhändigt tillverkad fiol, och fick strängar och hjälp att stämma fiolen. Därefter lärde han sig på egen hand spela tre polskor, men fick lov att hålla sig på avstånd från hemmet för att inte plåga sin musikaliska mor med sitt övande. Påföljande vintern låg han och vaktade en mila under några veckor, och fick då mer tid att öva, så pass att han vågade sig till Dalfors för att bli hans elev.
De närmaste åren hade han tillfälle att höra flera gamla Orespelmän, och lära sig låtar. Bland spelmän han hörde kan nämnas Djäken Anders Andersson, kallad ”Pisten” (1834–1885) från Sörboda, Hampus Anders, kallad ”Trafvarn”, Stor-Erkes Mickel och Stor-Mats, kallad ”Skifva” (1786–1869), båda från Östansjö. Tidvis var Timas Hans verksam som sågverksarbetare på olika ställen längs Östersjökusten, från Medelpad i norr till Uppland i söder, och fiolen fanns alltid med, för möjligheten att lära sig nya låtar. Som exempel kan nämnas när han på 1880-talet arbetade nära Sundsvall, och gick in till staden en söndag för att hälsa på en god vän och lära sig Donauwellen, som han tyckte mycket om. Timas Hans hade en stor repertoar, med låtar både från 1700-talet och de modernaste polka-, mazurka- och schottismelodierna. Hans låtar kom inte bara från Ore; även från Rättvik, Mora, Hälsingland och Skåne finns låtar i uppteckningarna.
Timas Hans deltog i Zorns alla tre spelmanstävlingar 1906–1908 och blev pristagare varje gång. Han deltog också i den första Riksspelmansstämman på Skansen 1910 där det uppges i programmet att han även blåste horn.

## Repertoar
Timas Hans blev känd genom sin vinst i låttävlingarna i Gesunda 1906. En av prisdomarna där, Nils Andersson, sammanträffade med Timas Hans i december 1906, först i Stockholm hos Dalaföreningen, och sedan i Mora, förmodligen hos Anders Zorn, och tecknade då ned de 80 låtar som finns med i Svenska låtar, Dalarna, vol. 1. Däri ingår inte Timas Hans’ modernare repertoar av polketter, moderna valser, mazurkor med mera, eftersom Nils Andersson ansåg det onödigt att ta vara på så modern musik. Han skriver dock att detta var den största repertoar han stött på hos en icke notkunnig spelman. Tyvärr blev det inga fler sammanträffanden dem emellan. Han säger apropå repertoaren att en del polskor bär drag av nyare mazurkor, men att de ändå medtagits eftersom de har en allmän svensk folkmusikkaraktär. Likaså den enda schottis som finns med, eftersom dess framförande var så spelmansmässigt, och dess form så omgestaltad. Om polskorna anger han att de flesta är av sextondelstyp, och bär ett något melankoliskt drag, men han kan inte avgöra om melankolin är typisk för Orepolskorna eller för Timas Hans. Däremot, säger han, låter de ganska olikt polskorna från närliggande Boda och Rättvik, men kanske mer åt Orsa eller Mora, eller Hälsingland. Även hans marscher, ovanligt många till antalet, och gamla valser får godkänt av Andersson.
Timas Hans höll fiolen högt under hakan och höll stråken i froschen, hade ledig stråkföring och kunde använda hela stråkens längd vid sitt spel. Kvartstoner spelade han medvetet och säkert, och använde ibland dubbelgrepp, dock använde han mera sällan högre lägen då Andersson träffade honom. Han berättade däremot att Dalfors ofta spelade i högre lägen, och använde vibrato.

## Arvet efter Timas Hans
I samlingsverket Svenska låtar är Timas Hans den ende spelmannen från Ore. 12 Ore-låtar efter brodern Timas Anders och en efter systern Timas Kerstin finns i Ore-delen av Karl-Erik Forsslunds Med Dalälven från källorna till havet. Kända spelmän i Ore har annars nästan saknats, och istället har Östbjörkaspelmannen Påhl Olle (Dyrsmeds Olof Olsson, 1915–1987) och hans bror Påhl Erik varit flitiga förespråkare för Orelåtarna. Delvis kan det sammanhänga med deras samspel med svågern Anton Rosén (1907–1955) från Ore, gift med deras syster Greta.
På senare år har bröderna Magnus (f. 1954) och Ola Bäckström (f. 1959), uppvuxna i Ore, blivit de främsta företrädarna för Orelåtarna.